# Oostflakkee
Oostflakkee és un antic municipi de la província d'Holanda del Sud, al sud dels Països Baixos. L'1 de gener del 2009 tenia 10.300 habitants repartits sobre una superfície de 107,44 km² (dels quals 32,76 km² corresponen a aigua).
Es va fusionar amb Dirksland, Middelharnis i Goedereede, creant el nou municipi de Goeree-Overflakkee.

## Centres de població
Achthuizen, Langstraat, Den Bommel, Ooltgensplaat, Oude-Tonge, Kranendijk i Zuidzijde.

## Ajuntament
- PvdA 5 regidors
- ChristenUnie 3 regidors
- Vrije Lijst Oostflakkee 2 regidors
- VVD 2 regidors
- SGP 2 regidors
- CDA 1 regidor